# Teretni vlak
Teretni vlak je vrsta vlaka, koji služi isključivo za prijevoz tereta (robe).
Vlak se može iskoristiti za prijevoz veće količine tereta od cestovnih vozila, i time postiže veću energetsku učinkovitost, manje šteti okolišu, i samim time je ovaj način prijevoza ekonomičniji.
Ubrzanje ovakvih vlakova i zaustavni put su obično vrlo veliki, pogotovo kada su poprilično natovareni teretom.
Nedostatak u odnosu na cestovna vozila je taj, jer takvi vlakovi ne mogu voziti tamo, gdje nije položena željeznička pruga. U tom slučaju se primjenjuje postupak nazvan intermodalni promet, koji kombinira najbolje strane svakog od ova dva vida prometa, ili više njih.